# Özlem Onursal
Özlem Onursal (bürgerlich Mevlüde Deligönül; * 1958 in Adana) ist eine türkische Schauspielerin.

## Leben und Karriere
Onursal wurde 1958 in Adana geboren. Ihr wirklicher Name ist Mevlüde Deligönül. Sie debütierte 1981 in dem Film Kırık Bir Aşk Hikayesi. Bis 1992 spielte sie in über 20 Filmen und Serien mit. Zu ihren bekanntesten Filmen gehören Umutsuzlar, Beyaz Yaz und Deliye Hergün Bayram. Nach ihrem Rückzug aus der Schauspielerei lebt sie seit vielen Jahren in Lynbrook.

## Filmografie (Auswahl)
- 1981: Kırık Bir Aşk Hikayesi
- 1982: Gözüm Gibi Sevdim
- 1982: Gülsüm Ana
- 1984: Kartallar Yüksek Uçar
- 1984: Kanun Kanundur
- 1985: Acıların Çocuğu
- 1985: Deliye Hergün Bayram
- 1985: Kaderin Oyunu
- 1986: Sessiz Ölüm
- 1986: Umutsuzlar
- 1986: Hekimoğlu
- 1986: Ana Kucağı
- 1986: Bir Ana Bir Oğul
- 1986: Kader Böyle İstedi
- 1986: Kızlar Sınıfı Tatilde
- 1986: Namus Düşmanı
- 1987: Beyaz Yaz
- 1987: Çocuklar Ölmesin
- 1987: Unutamadığım
- 1987: Kiracı
- 1988: Ağlıyorum
- 1992: Beyaz Umutlar
- 1992: Acı Yol
- 1992: Yaşamak İnsan Gibi